# Luigi Rossi
Luigi Rossi (Torremaggiore, Pulla, vers 1598 - Roma, 20 de febrer de 1653) fou un compositor italià considerat com un dels mestres de la cantata, en va compondre més de 250.
Originari de la Itàlia meridional, va estudiar a Nàpols. Va ser compositor, cantant i llaütista al servei dels Mèdici a Florència i després del cardenal Antonio Barberini a Roma. Va compondre el 1632 la cantata Lamento della Regina di Svetia sobre la mort del rei Gustau II Adolf de Suècia durant la batalla de Lützen. Gràcies a aquesta cantata va rebre una gran notorietat a tot Europa. El 1641 va entrar a Roma al servei del papa Urbà VIII. En aquesta mateixa ciutat va fer representar la seva primera òpera Il palazzo incantato d'Atlante. Va seguir component altres cantates i oratoris.
El 1642 va ser convidat a la cort del rei de França on va compondre la seva segona òpera Orfeo amb la participació, al paper principal, del castrat de reputació internacional Atto Melani. Fou la primera òpera italiana estrenada a França. Aquest fet va ajudar a fer conèixer l'òpera italiana a França. Tanmateix, el seu mecenes, el cardenal d'origen italià Mazzarino, va ser molt criticat per a aquesta representació de gran espectacle.